# TV.com
A TV.com egy weboldal volt, amelyet a CBS Interactive (CBS Corporation) üzemeltetett. Az oldalon a jelentősebb amerikai és kanadai tévéműsorokat meg lehetett találni. Információkat lehetett olvasni róluk, megtalálhattuk a kapcsolódó színészlistát, érdekességeket lehetett olvasni a színészekről és a műsorról. Mozifilmekről is voltak adatok a weboldalon. Információkat olvashattunk magáról a filmről, hogyan készült, érdekességeket is találhatunk az adott filmről. Minden mozgóképhez mellékelve van egy színész- és stáblista is. 
Eleinte a CNET birtokolta a weboldalt, később eladta a CBS-nek, 2006-ban, amely a jogokat birtokolta a névhez és a weboldalhoz. Az oldalon csak az Egyesült Államokban és Kanadában vetített tévéműsorokról léteztek információk és érdekességek.
A weboldal 2021. június 28-án megszűnt.